# Memories of War
Pour plus de détails, voir Fiche technique et Distribution.
Memories of War (hangeul : 인천상륙작전 ; RR : Incheon sangnyuk jakjeon) est un film de guerre sud-coréen réalisé par Lee Jae-han, sorti en 2016. Il s'agit d'un fait réel sur la bataille d'Incheon pendant la guerre de Corée entre le 15 septembre et le 28 septembre 1950.

## Synopsis
Septembre 1950, la guerre de Corée fait rage. Pour contrer l'offensive nord-coréenne, le général MacArthur organise un débarquement sans précédent sur la plage d'Incheon. Sur place, huit soldats infiltrés dans les rangs nord-coréens ont pour mission de voler les plans de bataille afin de déclencher l'attaque. L'opération Chromite est lancée, dont l'enjeu fut de chasser les Nord-Coréens qui ont envahi le port sud-coréen, et le cours de l'histoire est sur le point de changer.

## Fiche technique
- Titre : Memories of War
- Titre original : 인천상륙작전 (Incheon sangnyuk jakjeon)
- Autre titre : Operation Chromite
- Réalisation : Lee Jae-han
- Scénario : Lee Man-hee et Lee Jae-han
- Musique : Lee Dong-june
- Montage : Steve M. Choi
- Production : Jeong Tae-won
- Société de production : Taewon Entertainment
- Société de distribution : CJ Entertainment
- Budget : 12 700 000 $ [1]
- Pays d'origine :  Corée du Sud
- Langue originale : coréen et anglais
- Format : couleur
- Genre : Action, drame, historique et guerre
- Durée : 115 minutes
- Dates de sortie :
  - Corée du Sud : 25 juillet 2016 (avant première mondiale à Séoul), 27 juillet 2016 (nationale)
  - France : 6 septembre 2017 (DVD)

## Distribution
- Lee Jung-jae (VFB : Michelangelo Marchese) : Jang Hak-soo
- Lee Beom-soo (VFB : Xavier Percy) : Lim Gye-jin
- Liam Neeson (VFB : Philippe Résimont) : Douglas MacArthur
- Jin Se-yeon : Han Chae-seon
- Yoshihiro Akiyama : Baeksanl
- Jeong Joon-ho : Seo Jin-cheol
- Choo Seong-hoon
- Park Cheol-min : Nam Gi-seong
- Kim Yeong-ae : Na Jeong-nim
- Kim Byeong-ok : Choi Seok-joong
- Kil Geum-seong
- Sin Soo-hang : Kang Bong-po
- Jon Gries : Hoyt S. Vandenberg

## Accueil

### Avant-première et sortie nationale
Initialement sa sortie au cinéma est prévue de le 27 juillet 2016, Operation Chromite sort en avant-première mondiale le 25 juillet 2016 au Yeongdeungpo-gu à Séoul en Corée du Sud et, depuis, accueille 1 169 spectateurs, soit 3 982 au total.

### Box-office
| Pays ou région | Box-office        | Date d'arrêt du box-office | Nombre de semaines |
| -------------- | ----------------- | -------------------------- | ------------------ |
| Corée du Sud   | 2 625 516 entrées | 31 juillet 2016            | 2                  |

Le second week-end, Operation Chromite se trouve au premier rang du box-office sud-coréen avec 1,8 million spectateurs dans 1 048 salles obscures, ce qui fait au total 2,6 million entrées, derrière Dernier train pour Busan (부산행) de Yeon Sang-ho.